# Doline de Bayou Corne
La doline de Bayou Corne est un affaissement de terrain formant un lac et couvrant une surface de plusieurs hectares dans une zone de marais en Louisiane. Cette doline, un effondrement de terrain formant un abîme, a pour origine l'érosion des parois d'un puits creusé pour fabriquer de la saumure par la Texas Brine Company : l'effondrement d'une des cavernes d'exploitation d'un dôme salin aurait formé brutalement la doline, ou « sinkhole » en anglais, lorsque la paroi latérale se serait écroulée.
Cet affaissement a provoqué le déplacement de 350 membres de la communauté vivant à proximité du bayou Corne, dans la localité du même nom ; alors que la zone sinistrée s'est étendue et continue de s'étendre, de multiples problèmes sont survenus : contamination des nappes aquifères, fracture du sol jusqu'à des réserves souterraines de gaz et de pétrole brut, proximité de la doline à un puits de stockage de butane, etc.
Si l'intégrité du diapir, la formation géologique de sel qui a été creusée pour faire des puits d'exploitation, ne semble pas compromise, les dimensions finales de cette doline sont encore impossibles à prédire et pourraient requérir encore des années de surveillance. Dans un État dont les régulations sont parmi les plus laxistes du pays malgré l'omniprésence d'industries polluantes, cet incident a marqué le début de questionnements sur les réglementations louisianaises, en particulier sur l'exploitation des dôme salins.

## Bayou Corne
Bayou Corne est à la fois le nom d'un cours d'eau et de la localité située non loin de celui-ci. Cette localité fait partie des multiples petites communautés installées dans la région de la Paroisse de l'Assomption. Située près de la communauté de Grand Bayou et accolée à la Louisiana Highway 70 (en), Bayou Corne fait partie des petits villages épars fondés lors de l'arrivée des Acadiens dans la région au XVIIIe siècle. Sur les 23 localités de la paroisse, Bayou Corne fait partie des 17 de taille trop réduite pour faire l'objet d'un recensement indépendant.
La localité de Bayou Corne est située non loin de la grande zone s'étendant de Bâton-Rouge à La Nouvelle-Orléans surnommée Cancer Alley (en), l'Allée du Cancer. Des industries parfois très polluantes s'y sont installées, profitant des réglementations peu contraignantes louisianaises. Industrie minière, chimique et pétrolière sont largement implantées dans cette vallée et des catastrophes ayant des conséquences importantes sur l'environnement et la santé des populations alentour ont déjà souvent eu lieu.
Le bayou Corne lui est un des cours d'eau à faible débit fréquents dans cette zone de marais dont la végétation principale est le cyprès,,. Le bayou Corne est situé à l'est de la rivière Atchafalaya et à l'ouest du Mississippi et du bayou Lafourche, s'écoulant jusqu'à l'extrémité sud de la Paroisse d'Iberville et au travers de la Paroisse de l'Assomption, dont il est un des principaux bayous.
Les environs de bayou Corne ont, comme beaucoup d'autres bayous, souffert de l'exploitation agricole qui détruit tout ou partie des écosystèmes assez particuliers des marais. Il a reçu les déchets des moulins à sucre jusqu'aux années 1950, comme Grand bayou, Grand river, le Lac Verret et le lac Natchez.

## Exploitation du puits de saumure

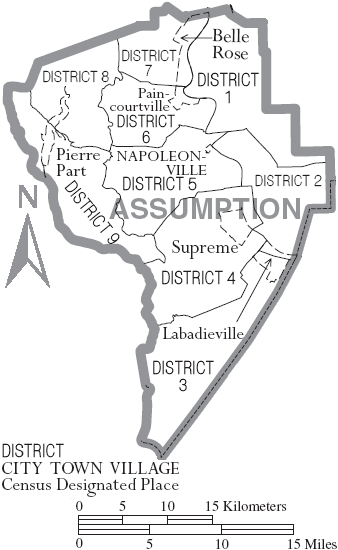
Carte de la paroisse de l'Assomption, en Louisiane, avec les principales municipalités et leurs districts. Les communautés de Grand Bayou et Bayou Corne sont situées à proximité de Napoleonville située dans le district 5 de la paroisse de l'Assomption

La Texas Brine Company s'est installée pour la première fois à proximité de Bayou Corne en 1976 afin d'exploiter Oxy Geismar 1, un puits d'extraction de saumure situé dans la paroisse de l'Ascension. Un deuxième puits, Oxy Geismar 2, fut foré la même année.
Un permis fut délivré en 1982 pour l'exploitation du site d'Oxy Geismar 3, une caverne située à près de 1 milles (1,61 km) sous la surface dans le dôme salin de Napoleonville en Louisiane, sur la base de plans du sous-sol datant des années 1960 ou 1950. La forme de ce dôme salin, entouré d'une couche de pétrole et de gaz naturel, est typique des dômes salins des États du golfe du Mexique.
L'extraction de la saumure s'effectuait par injection à haute pression d'eau douce dans le puits creusé dans le dôme, la saumure était ensuite pompée et acheminée vers des raffineries qui en extrayaient de l'hydroxyde de sodium et du chlore. Occidental Petroleum possédait le terrain, de 40 acres (0,2 km2), et exploitait la saumure extraite à des fins industrielles.
Malgré deux études et un mémo interne alertant de la fragilité de la disposition de la caverne, le puits d'exploitation Oxy Geismar 3 fut exploité jusqu'en mai 2009 et ne fut fermé qu'en juin 2011 à la suite de plusieurs observations alarmantes. Premièrement, la proximité de la caverne à la couche de pétrole et de gaz, bien que connue et supposée d'environ 150 pieds (46 m), avait déjà été sous-estimée en 1982 à cause des difficultés à modéliser les terrains à de telles profondeurs ; après les opérations d’injection mining, 100 pieds (30 m) séparaient la caverne Oxy Geismar 3 de l'enveloppe extérieure du dôme, la paroi était considérée comme dangereusement fine. Deuxièmement, à la suite de la demande en 2010 par la Texas Brine d'un permis d'expansion, un test d'intégrité fut requis : comme il ne fut pas possible pour Texas Brine d'atteindre les pressions demandées dans la caverne, le site fut de ce fait fermé car cela pouvait être un signe de défaillance de la caverne. Oxy Geismar 3 fut alors bouchée et abandonnée.
On bouche les cavernes dans les dômes de sel en les remplissant de saumure avant de condamner le puits d'accès par du ciment. Plusieurs millions de mètres cubes d'eau salée sont alors contenus sous terre.

## Évolution de la doline

### Découverte
Les premières bulles suspectes auraient été vues durant le printemps 2011, mais pourraient n'être dues qu'à la décomposition naturelle des matières organiques du bayou. Selon les surveillances radar, le glissement de terrain a eu lieu entre le 23 juin 2011 et le 2 juillet 2012, aucune activité n'ayant été révélée sur l'année précédent le 23 juin 2011. Des bulles apparues plus tard, le 30 mai 2012, à proximité d'une des conduites de gaz du bayou furent signalées à Crosstex, l'exploitant de gaz local. Aucune fuite ne fut détectée par Crosstex, mais les bulles continuèrent de faire surface en de multiples points, jusqu'à 90 en juillet 2012, accompagnées de secousses à partir du 8 juin 2012, allant parfois jusqu'à 3 sur l'échelle de Richter selon les mesures effectuées par un groupe de scientifiques de l’American geophysical union qui détecte ainsi en un mois plus de 1 000 événements sismiques. La majorité des 60 événements microsismiques ayant eu lieu vers fin juillet et début août 2012 ont lieu à l'ouest du dôme, approximativement au niveau du haut de celui-ci.
La doline fut découverte par un salarié de la Texas Brine le 3 août 2012 à la suite des événements précédents jusque-là inexpliqués,. Alors que la doline s'agrandissait, des forages furent demandés à la Texas Brine Company pour déterminer l'origine et l'étendue de l'effondrement. À la suite de l'apparition de la doline, une évacuation de la communauté de Bayou Corne fut coordonnée par la police de la paroisse de l'Assomption.
La proximité de la doline avec un puits de 1,5 million de litres de butane liquide inquiéta très rapidement les autorités alors que l'affaissement gagnait en étendue, son diamètre ayant augmenté de 20 pieds (6 m) de diamètre en certains points en l'espace de 3 jours.

### Formation
Si les effondrements de cavernes et les dolines creusées dans des formations géologiques diverses, dont les dômes de sel, sont courantes, cette doline est atypique et l'on sait assez peu de choses sur ce qui a pu provoquer l'effondrement du mur latéral du puits, et donc la formation de la doline.
Une étude de relevés d'un radar à synthèse d'ouverture ont permis de constater qu'un mois avant la formation du lac et de la doline des mouvements du terrain ont eu lieu, aux endroits exacts de la doline, et sur une étendue plus grande encore que l'actuelle superficie de l'effondrement. Jusqu'à 260 mm de glissement sont avérés dans certaines zones et ce alors que la doline n'était pas encore apparue. Des symptômes de la perte du support des roches se voient au travers de contraintes de compression à la surface. Les mouvements de terrain en surface se sont faits horizontalement, vers le lieu de formation de la doline qui se trouve être le lieu où le gradient de contrainte était le plus important.
Selon les scientifiques ayant effectué l'étude, un glissement horizontal est atypique : les formations de ce type s'accompagnent généralement de glissements et de compressions dans le sens vertical. De même l'effondrement des murs de puits sort aussi de l'ordinaire : les effondrements classiques se faisant par le plafond des puits creusés dans les diapirs.

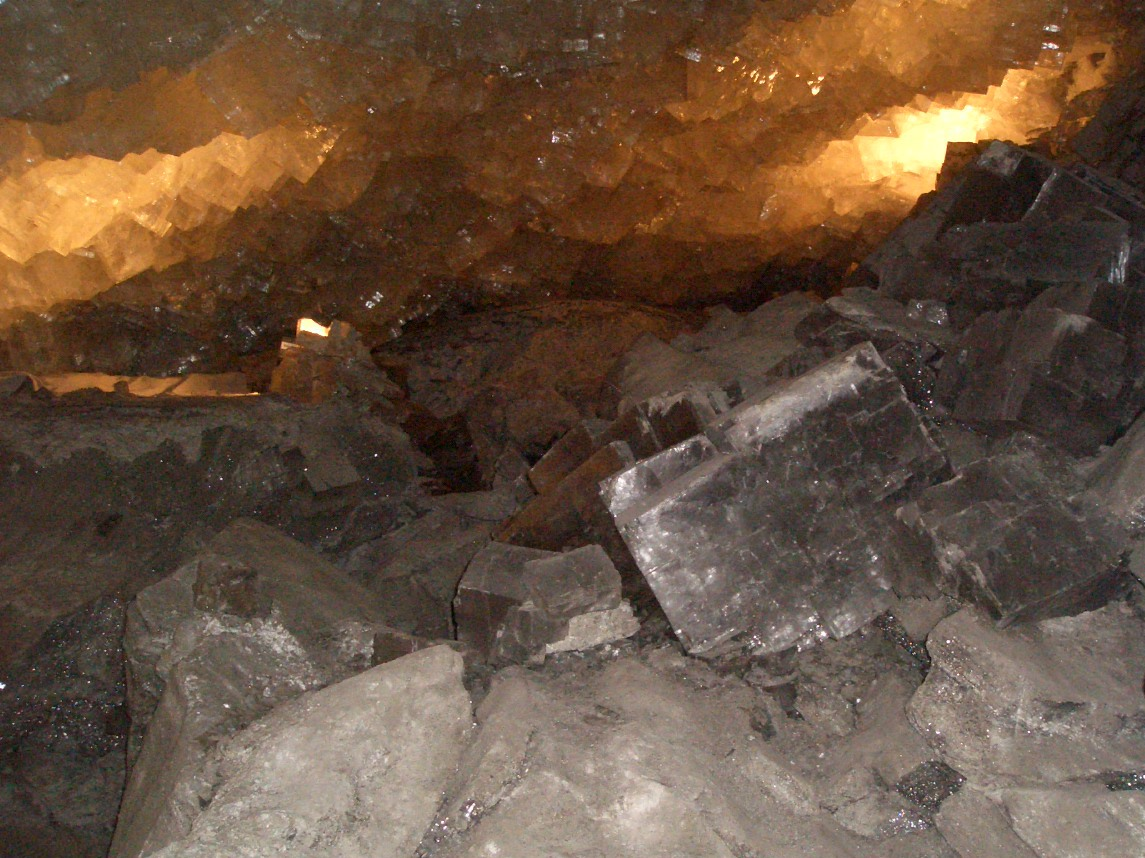
Cristaux de halite dans une mine de sel en Allemagne à Merkers-Kieselbach

La doline a été provoquée par l'affaissement d'une des parois latérales du puits numéro 3 Oxy Geismar, à cause de la proximité à la couche extérieure du dépôt souterrain, ; les effondrements de puits dans des dômes salins sont un phénomène connu mais la situation est ici atypique puisque l'affaissement des parois de la caverne se serait fait sur le côté et non du fait de la pression du sol sur le haut de la mine,. Des millions de mètres cubes de roche, provenant des formations géologiques à proximité, remplirent la caverne. Cette hypothèse, déjà privilégiée à l'apparition du lac de la doline, fut confirmée en décembre 2013 à la suite de la parution en ligne d'un article de Geology (paru plus tard en février 2014 dans la version papier de la revue).
La possibilité que le puits Oxy Geismar 3 soit placé trop près de l'extérieur du dôme fut envisagée dès 1991 à la suite d'une étude effectuée par Sandia National Laboratories, suivie d'une autre étude en 1995 avertissant du risque de percer le dôme salin et pointant du doigt la configuration réelle du dôme, éloignée de celle jusque-là extrapolée à partir des anciennes cartes des années 1960. Cette proximité pourrait avoir joué un rôle crucial dans l'effondrement. Le fait que la distance fut sous-estimée provient sans doute de la disposition du dôme salin. Comme le dôme de Choctaw, le dôme de Napoleonville possède une structure avec des « rebords » (overhang structure) qui peut poser problème : la mésestimation de la largeur disponible pour creuser les puits, corrigée par des mesures dans le cas du dôme de Bayou Choctaw, aurait amené à creuser Oxy 3 trop proche de la couche externe du dôme de Napoleonville.
Le problème était cependant connu, un mémo interne ayant fait part des inquiétudes de certains salariés de Texas Brine quant à la poursuite de l'exploitation de la caverne.

### Évolution et conséquences sur l'environnement
Mesurée à son apparition le 5 août 2012, la doline mesurait 324 pieds (98,8 m) de diamètre et 50 pieds (15,2 m) de profondeur, sauf en un endroit où la profondeur allait jusqu'à 422 pieds (128,6 m). En trois jours, elle s'agrandit en diamètre de 3 à 6 m environ. La doline possédait une superficie de 24 acres (9,7 ha) en août 2013, 26 acres (10,5 ha) en décembre de la même année, et s'est donc agrandie de plus qu'un facteur 20 (en acres) par rapport à la première mesure. Sa profondeur va jusqu'à 750 pieds (228,6 m) en août 2013,.
La dimension totale de la zone souterraine effondrée est incertaine, ce qui empêche d'estimer la dimension maximale que pourra atteindre la doline.
Les réserves naturelles de méthane et de pétrole furent par ailleurs touchées lors de l'affaissement, des résurgences régulières de ces substances ponctuant les périodes d'activité de la doline. Le pompage du méthane, hautement inflammable, démarra rapidement : le Département des ressources naturelles de Louisiane demanda à Texas Brine de forer 30 puits pour laisser s'échapper les réserves de méthane souterrain. L'estimation des réserves de gaz étant contestée et le débit de pompage ayant fortement baissé à partir de février 2013, l'extraction du gaz durerait de trois à cinq ans. En janvier 2014, un salarié de Texas Brine estimait que 45 000 ft3 (1 274 m3) de gaz ont déjà été relâchés, dont 20 000 ft3 (566 m3) ont été brûlés. Selon une estimation d'un officiel de la paroisse, environ 300 gal US, ou 7 000 bbl oil, (environ 1 130 litres) de pétrole brut furent relâchés à la surface du lac formé par la doline,. Outre le méthane, d'autres gaz toxiques ont été relâchés, dont du sulfure d'hydrogène.
Les hydrocarbures enveloppant le dôme salin de Napoleonville, délogés par l'effondrement, sont non seulement remontés à la surface mais ont aussi contaminé les nappes aquifères de la zone bien que la majorité d'entre eux ait été contenue par des barrages flottant ou pompés et brûlés. Malgré l'effondrement, le diapir de 1 milles (1,6 km) de profondeur et 3 milles (4,8 km) de large aurait conservé sa stabilité d'après des études menées par la Texas Brine tandis que la surveillance des mouvements souterrains a mené à soupçonner d'éventuels problèmes de stabilité d'une caverne voisine d'Oxy 3.
De manière à contenir les dégâts environnementaux et éviter l'endommagement de l'autoroute 70, une digue a été érigée autour de la doline. L'affaissement progressif du terrain a entraîné cependant de multiples problèmes, craquellement ou effondrements de portions de la digue.

## Précédents

Animation stratigraphique de la formation d'un dôme salin. En orange, la couche géologique du Miocène, en jaune du Crétacé, en beige du Jurassique, Arcillas y yesos = argiles et gypses, halita = halite.

L'utilisation des dômes de sel pour l'extraction du sel commença sans doute durant l'âge de pierre, l'exploitation du gypse, du soufre et de la saumure à partir de ces formations à l'aide de techniques de minage par injection ne débuta que dans les années 1940, en même temps que l'usage des cavernes souterraines à des fins de stockage de gaz et de liquides dans lesquels le sel n'est pas soluble, ainsi que de déchets des industries locales. La région du golfe du Mexique, riche en dômes salins, est ainsi beaucoup exploitée pour les ressources et l'espace de stockage.
Les dépressions naturelles sont courantes sur les dômes salins, du fait de la dissolution naturelle du sel ou de la subsidence des formations géologiques ; les effondrements d'origine humaine ont déjà été observés. Des effondrements par le haut des cavernes de sel sont connus et répandus dans le monde, en France, en Algérie, au Texas et au Kansas par exemple. Au Texas, dans les comtés de Briscoe et Hall, plus de 400 dolines d'origine naturelle ou humaine, dont 36 apparues depuis le début de l'exploitation humaine des dômes salins, ont été recensées.
En 1929, au Texas, l'extraction de pétrole au niveau du dôme de sel de Sour Lake accéléra l'érosion de la halite et provoqua, le 9 octobre 1929, la formation d'une doline. Le cratère, initialement un trou circulaire en pente douce de 15 pieds (5 m) dans le sol, s'agrandit pour atteindre 90 pieds (27 m) de profondeur avant de se combler par l'effondrement des bords de la doline.
En 1954, la caverne 7 du dôme de Bayou Choctaw à la paroisse d'Iberville s'effondra du fait de la faiblesse de l'enveloppe du dôme et sa perméabilité : le poids trop grand exercé sur une caverne fragilisée amèna à la formation de Cavern Lake, un lac ayant rempli le fondis. En mai 1992, c'est dans les îles de Weeks, îles formées par des dômes salins, que deux dépressions furent découvertes. L'une d'entre elles, un affaissement à parois verticales de 9 m de profondeur dans le lœss, évolua durant des mois. Les enquêtes montrèrent que ces deux dolines provenaient d'un effondrement d'une mine dans le dôme salin, dont la fragilisation aurait débuté en 1970 pendant son exploitation puis son utilisation comme dépôt de pétrole,.

## Conséquences

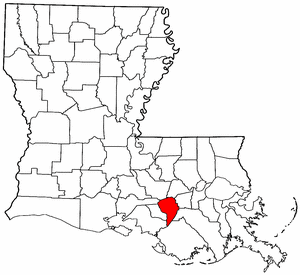
Localisation d'Assumption Parish en Louisiane.

Du fait des bulles de gaz apparaissant à la surface du bayou, et des quelques secousses ressenties par les habitants, l'état d'urgence est d'abord déclaré le 19 juin 2012 par la paroisse, les autorités craignant une fuite de méthane dans les environs.

### Évacuation en août 2012
L'affaissement provoqué par la doline fut initialement appelé un « slurry hole » (ou trou boueux) du fait de l'aspect de la formation, un espace mouvant plein de boue charriant des morceaux de terre, d'herbe et de pétrole ; cet affaissement engloutissant entièrement plusieurs cyprès adultes, l'alerte fut donnée et une évacuation lancée par les autorités de Bayou Corne et Grand Bayou. 350 personnes environ furent alors touchées par l'ordre d'évacuation.
Un dédommagement fut offert par la Texas Brine à la suite du déménagement soudain de la population de Bayou Corne. 875 USD par semaine furent alloués pour chaque résident. Certaines cependant préférèrent rester, d'autres refusèrent l'argent.

### Volet judiciaire
Dès la semaine de la découverte de la doline, les résidents et propriétaires aux alentours de Bayou Corne portèrent plainte contre Texas Brine et le Département des ressources naturelles de Louisiane (Department of National Ressources, ou DNR) pour contamination de l'eau potable.
Texas Brine entama des négociations à partir de mai 2013 pour racheter les terrains évacués et en danger d'être engloutis. La date butoir fut fixée au 31 juillet 2013 et 63 propriétés sur 92 furent rachetées alors que plusieurs plaintes et un recours collectif sont en cours en 2013. Outre ces plaintes, le volet judiciaire de la catastrophe amena l'État de Louisiane et le bureau du shérif et de la police de la paroisse de l'Assomption à porter plainte contre la Texas Brine et une filiale de l'Occidental Petroleum Corporation (dont le siège social est à Dallas) pour la mobilisation des autorités et les dégâts environnementaux causés par la catastrophe. L'enjeu serait un dédommagement de près de 8 millions de dollars pour la seule mobilisation publique contre cette catastrophe.
Également, Texas Brine porta plainte contre Occidental Chemical Corporation, Vulcan Materials Company (en), Adams Resources Exploration Company et Browning Oil Company Incorporated, toutes responsables selon la Texas Brine des décisions ayant mené à la défaillance du dôme salin.

### Nouvelles régulations
La culture louisianaise en ce qui concerne le contrôle des industries polluantes est très laxiste : une étude de l’Environmental Protection Agency effectuée en 2011 indique que la Louisiane possède la « plus faible activité de contrôle » de la région et une « culture dans laquelle on attend des agences étatiques qu'elles protègent l'industrie ». Les réglementations en vigueur n'obligent pas à effectuer une surveillance régulière des cavernes une fois qu'elles ont été bouchées.
À la suite de cet incident, de nouvelles réglementations sont réclamées pour les exploitants des dômes salins, notamment une limite de 300 pieds (91 m) entre caverne et extérieur du dôme à ne pas dépasser. Il est estimé que douze cavernes d'exploitation en Louisiane sont situées à une distance similaire à celle d'Oxy Geismar 3 du bord de leurs diapirs respectifs. En cas de modification de la législation, quinze autres cavernes seraient en infraction selon les estimations, sur les 256 cavernes au total présentes en Louisiane.